# Alfabetismo sanitario

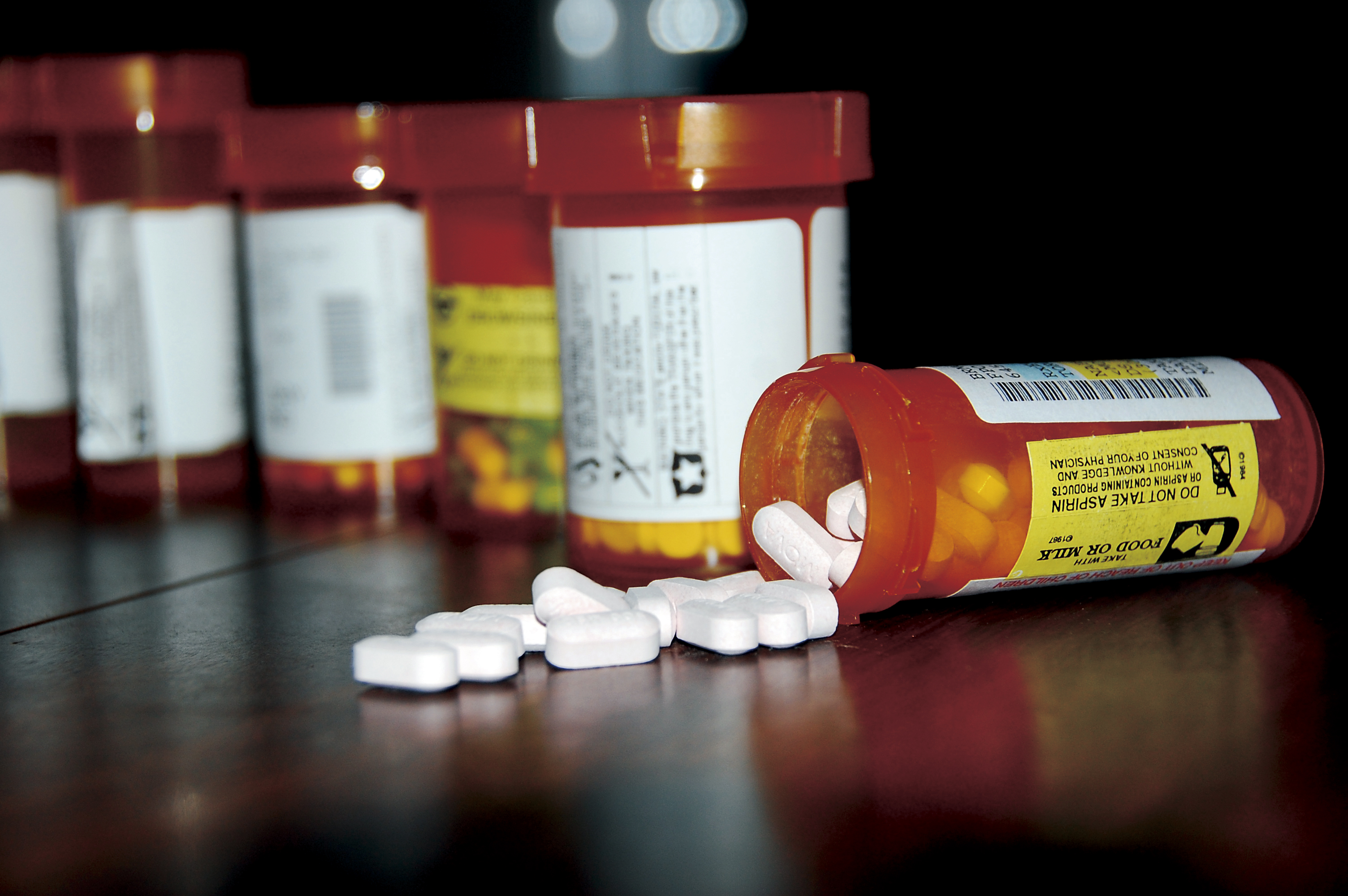
La capacidad de leer y comprender el prospecto de un medicamento es una parte del alfabetismo sanitario.

El alfabetismo sanitario es la capacidad de una persona para obtener, entender y utilizar información sanitaria con el objetivo de tomar decisiones de salud correctas y seguir instrucciones para su propio tratamiento o para el de familiares a su cargo.
Hay múltiples definiciones de alfabetismo sanitario, en parte porque este concepto implica tanto el contexto en el que se ejercita esta capacidad (p. ej., cuidado de la propia salud, medios de comunicación, Internet o gimnasio) como las habilidades de la persona que la ejercita.
Como el alfabetismo sanitario es uno de los factores primarios de las desigualdades sanitarias, los profesionales sanitarios se preocupan cada vez más por él. La valoración nacional del alfabetismo (de todo tipo, no solo sanitario) en adultos (NAAL por sus siglas en inglés), efectuada en 2003 por el Ministerio de Educación de EE. UU., halló que el 36 % de los participantes solo puntuaba suficiente (basic) o insuficiente (below basic) en alfabetismo sanitario, y concluyó que el alfabetismo sanitario de aproximadamente 80 millones de norteamericanos es limitado. Estos individuos encuentran difíciles tareas sanitarias habituales, como leer la etiqueta de un fármaco que se les ha recetado.
Varios factores pueden influir en el alfabetismo sanitario. Sin embargo se ha demostrado que los factores siguientes aumentan fuertemente el riesgo de insuficiencia: edad (especialmente pacientes de 65 años o mayores), conocimientos limitados de las lenguas en las que los médicos imparten instrucciones y en las que se escriben los prospectos, menor formación y menor estatus social. Los pacientes con bajo alfabetismo sanitario entienden menos sus diagnósticos y sus tratamientos, y manifiestan un peor estado de salud.
Varias intervenciones, como simplificar la información y las ilustraciones, evitar la jerga o pedir al paciente que cuente con otras palabras lo que se le ha dicho, han mejorado los comportamientos sanitarios en personas con poco alfabetismo sanitario. En 2010 la proporción de adultos estadounidenses de 18 años o mayores que consideraba que sus profesionales sanitarios siempre explicaban las cosas de manera comprensible era aproximadamente del 60,6 %. Este porcentaje aumentó el 1 % de 2007 a 2010. La iniciativa Gente sana 2020 del Departamento de Salud y Servicios Humanos de los Estados Unidos (HHS por sus siglas en inglés) incluyó el alfabetismo sanitario como nuevo tema candente, con objetivos para mejorarlo en la década siguiente.
Al planificar Gente sana 2030 (la quinta edición de Gente sana), el HHS publicó una «solicitud de comentarios escritos sobre una definición actualizada de alfabetismo sanitario para personas sanas». Varias propuestas abordan el hecho de que «el alfabetismo sanitario es multidimensional», siendo el resultado de un esfuerzo concertado que implica al paciente que busca cuidado o información, al personal sanitario, a la complejidad y demandas del sistema, y al uso de un lenguaje claro para la comunicación.

## Alfabetismo y alfabetización
En la Wikipedia, alfabetismo (de todo tipo, no solo sanitario) remite a alfabetización. Pero la RAE diferencia estos dos términosː el alfabetismo es el «conocimiento básico de la lectura y la escritura» (una situación), mientras que la alfabetización es la «acción y efecto de enseñar a leer y escribir» (una acción). Por tanto, no tiene sentido hablar de campañas de alfabetismo sanitario (sí de alfabetización sanitaria). El alfabetismo sanitario es un grado de conocimiento, que se puede medir, mientras que la alfabetización sanitaria es un conjunto de acciones que tienen como objetivo elevar este grado.

## Características

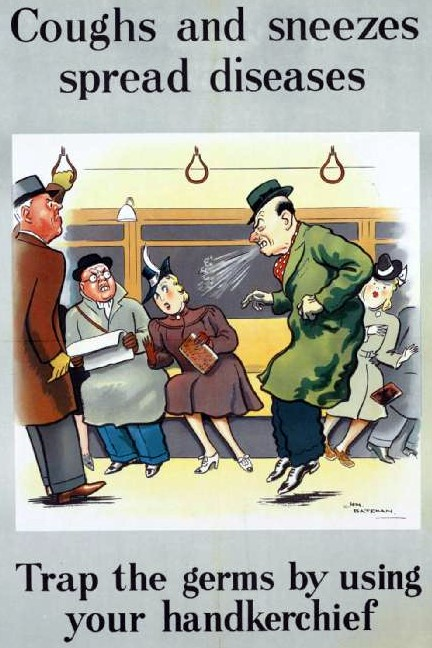
Un cartel sobre transmisión aérea de enfermedades animando a utilizar un pañuelo para impedir contagios.

### Lenguaje claro
El lenguaje claro consiste en escribir de manera que se ayude a los lectores a encontrar la información que satisfaga sus necesidades, entenderla y aplicarla. Tiene una función vital para mejorar el alfabetismo sanitario. Ayuda a la gente a tomar decisiones sanitarias mejor informadas, junto con la educación de los lectores, la formación cultural y el diseño del sistema sanitario.
El lenguaje claro no es, sin embargo, un planteamiento de talla única. Pueden usarse unas estrategias para mejorar la comunicación entre el personal sanitario, mientras que otras estrategias la mejorarán entre este personal y los pacientes. Es en esta segunda área donde se han hecho los mayores esfuerzos de alfabetización sanitaria. Los pacientes necesitan entender conceptos a los que los profesionales a menudo se refieren en términos técnicos (por ejemplo, cefalea, denominación técnica del dolor de cabeza). Los profesionales sanitarios deben conocer a su audiencia para dirigirse a ella en un lenguaje que entienda.
La Federación Internacional de Lenguaje Claro lo define como «un texto en el que «las palabras, la estructura y el diseño son tan claros que sus lectores pueden encontrar fácilmente lo que necesitan, entender lo que encuentran, y utilizar esa información».
Algunos elementos claves del lenguaje claro son:
- Organizar la información de modo que los puntos más importantes vengan primero
- Descomponer la información compleja en unidades comprensibles
- Utilizar palabras sencillas que resulten familiares al lector
- Definir los acrónimos y los términos técnicos que se empleen
- Emplear la voz activa en las frases sujeto-verbo-objeto directo cuando coincida con la acción que se quiere explicar
- Variar la longitud y la estructura de las oraciones para evitar la monotonía
- Utilizar listas y tablas para facilitar la comprensión de asuntos complejos

El Instituto Nacional de la Salud (NIH por sus siglas en inglés) recomienda que los materiales de educación del paciente se escriban para un nivel de lectura de último año de educación primaria o primero de secundaria. Recomendaciones adicionales proporcionadas por la oficina de comunicación pública del NIH se publican en su "Iniciativa de comunicación clara". El Instituto Nacional de Investigación Sanitaria del Reino Unido (NIHR por sus siglas en inglés) recomienda implicar a pacientes y ciudadanos no académicos en escribir en lenguaje claro resúmenes de artículos de investigación.

### Factores que influyen en el alfabetismo sanitario
Entre los muchos que existen se pueden citarː legibilidad de los textos, estado de salud del paciente, barreras idiomáticas médico-paciente, aptitud cultural de los materiales (por ejemplo, hay culturas que rechazan determinadas representaciones), formato, estilo, estructura de las frases y uso de ilustraciones.
Un estudio de 2 600 pacientes realizado en 1995 por 2 hospitales de EE. UU. halló que entre el 26 y el 60 % de los pacientes no podían entender las instrucciones de medicación, un formulario estándar de consentimiento informado, o materiales para pedir una cita. La valoración nacional del alfabetismo en adultos (NAAL por sus siglas en inglés), efectuada en 2003 y detallada más arriba, concluyó que el alfabetismo sanitario de aproximadamente 80 millones de norteamericanos es limitado.
Una revisión sistemática de artículos científicos sobre esta cuestión mostró que cuando los pacientes que saben poco inglés (LEP por sus siglas en inglés) son atendidos por médicos que hablan la lengua de estos pacientes (lo que se denomina "concordancia lingüística"), generalmente los resultados mejoran. No solamente la satisfacción subjetiva del paciente, sino también parámetros objetivos como la presión arterial en pacientes con diabetes.
Medidas estandarizadas de alfabetismo sanitario son el NVS y el TOFHLA. El Newest Vital Sign (literalmente "el más nuevo signo vital", NVS por sus siglas en inglés, un título que no describe el contenido, sino que busca extrañar para facilitar su retención), pregunta a personas sobre una etiqueta de información nutricional. Por su parte, la Prueba funcional de alfabetismo sanitario (TOFHLA por sus siglas en inglés) pide a los encuestados que rellenen 36 espacios en blanco en instrucciones a pacientes para radiografías y en una solicitud de Medicaid, y 4 números en formularios de dosificación de medicamentos.

## Historia
El joven y multidisciplinar campo del alfabetismo sanitario surgió de 2 grupos de expertos: por un lado, personal sanitario y profesorado de educación para la salud; y por otro lado, profesorado de educación de adultos (ABE por sus siglas en inglés) e inglés como segunda lengua (ESL por sus siglas en inglés). El personal sanitario es una fuente de lo que entienden y cumplen los pacientes. Los especialistas en ABE y ESL estudian y diseñan intervenciones para que su alumnado aumente sus capacidades de lectura, escritura y conversación. Esta alfabetización sanitaria se puede llevar a cabo tanto en aulas tradicionales como donde el alumnado vive y trabaja.

### Enfoque biomédico
El enfoque biomédico que prevaleció en EE. UU. durante el período 1980-2000 describía a menudo a los individuos como faltos de alfabetismo sanitario o con bajo alfabetismo sanitario. Este enfoque suponía que estos individuos son pasivos en la recepción de información sanitaria y creía que los modelos de alfabetización (de todo tipo, no solo sanitaria) son políticamente neutros y universalmente aplicables. Se ha encontrado insuficiente este enfoque cuando se coloca en el contexto de planteamientos sanitarios ecológica, crítica y culturalmente más amplios. Este enfoque ha sido objeto de numerosos estudios correlacionales.
El nivel de alfabetismo sanitario se considerado adecuado cuándo la población tiene suficientes conocimiento, habilidad y confianza para cuidar de su propia salud, y las personas son capaces de permanecer sanas, recuperarse de padecimientos o vivir con discapacidades o enfermedades crónicas.
McMurray afirma que el alfabetismo sanitario es importante en una comunidad porque palía las desigualdades sanitarias. No es una coincidencia que una parte desproporcionada de los individuos con niveles más bajos de alfabetismo sanitario viva en las comunidades de menor estatus social. Una barrera para que estos individuos alcancen un alfabetismo sanitario adecuado es que no conocen o no comprenden la información ni los recursos existentes para mejorar su salud. Esta falta surge tanto de la incapacidad de los pacientes para entender la información que se les da como de los materiales y esfuerzos inadecuados de los centros médicos.
Una visión más robusta del alfabetismo sanitario incluye la capacidad de entender conceptos científicos e investigación sanitaria (alfabetismo científico); habilidades en comunicación hablada, escrita y en línea; interpretación crítica de los mensajes de los medios; manejarse en sistemas sanitarios complejos; conocimiento y uso de los recursos y del capital de la comunidad; y utilización del conocimiento cultural e indígena en las decisiones sanitarias. Esta visión integradora considera el alfabetismo sanitario como un determinante social de la salud que ofrece una potente oportunidad de reducir las injusticias sanitarias. Lo define como la amplia gama de habilidades que la gente desarrolla a lo largo de su vida para buscar, comprender, evaluar y utilizar información sanitaria con el fin de tomar decisiones informadas, reducir riesgos sanitarios y aumentar su calidad de vida
. Aunque las diferentes definiciones varían en su redacción, todas caen dentro del mismo marco conceptual. 
Esta última definición de alfabetismo sanitario constituye la base de un modelo multidimensional de alfabetismo sanitario construido alrededor de 4 ámbitos centrales:
- Alfabetismo
- Alfabetismo científico
- Educación política
- Alfabetismo cultural

El artículo citado de Zarcadoolas et al. se centraba en «el discurso público sobre terrorismo y bioterrorismo que dominó los medios de comunicación durante la amenaza de ántrax en los Estados Unidos en 2001». 
Existen varias pruebas, cuya fiabilidad ha sido verificada en la literatura académica, para evaluar el alfabetismo sanitario. Entre ellas pueden citarse la Prueba de reconocimiento de términos médicos (METER por su acrónimo en inglés), que se desarrolló en los Estados Unidos para el entorno clínico. Se tarda 2 minutos en realizarla. La METER incluye muchas palabras de la Prueba de estimación rápida de alfabetización de adultos en medicina (REALM por sus siglas en inglés).
Otra prueba para medir el alfabetismo sanitario es la Breve evaluación del alfabetismo sanitario en poblaciones que hablan español e inglés (SAHL-S&E por sus siglas en inglés). La persona sometida a la prueba debe reconocer términos médicos y contestar a preguntas de opción múltiple.
Otra más es la Prueba de competencias críticas de salud (CHC-Test por sus siglas en inglés). Consta de 72 elementos diseñados para evaluar la comprensión de conceptos médicos, la búsqueda en literatura científica, las estadísticas básicas y el diseño de experimentos y muestras.

## Seguridad del paciente y resultados
Según un informe de la Academia Nacional de Medicina (Estados Unidos) (2004), un alfabetismo sanitario insuficiente afecta negativamente al resultado del tratamiento y a la seguridad del paciente. La falta de alfabetismo sanitario afecta a todos los segmentos de la población. Sin embargo, es desproporcionada en ciertos grupos demográficos, como los ancianos, las minorías étnicas, los inmigrantes recientes o las personas sin hogar y las personas con bajo nivel de alfabetización general. Estas poblaciones tienen un mayor riesgo de hospitalización, estancias hospitalarias más prolongadas, es menos probable que cumplan con el tratamiento, es más probable que cometan errores con la medicación y están más enfermas cuando inicialmente buscan atención médica.
La falta de coincidencia entre la comunicación del contenido por parte de un médico y la capacidad del paciente para comprender ese contenido puede conducir a errores de medicación y resultados médicos adversos. El escaso alfabetismo sanitario no solo constituye un problema de la población generalː también puede darse entre el personal sanitario. Por ejemplo, una capacidad reducida para explicar claramente a los pacientes los problemas de salud. La usabilidad de los folletos informativos puede mejorarse con un diseño bien organizado, ilustraciones pertinentes y un formato intuitivo. Esto a su vez puede ayudar en la comunicación entre los profesionales sanitarios y sus pacientes.
Un bajo alfabetismo sanitario también puede ocasionar gastos sanitarios innecesarios. Como las personas con escaso alfabetismo sanitario tienen generalmente peor salud, utilizan más los servicios sanitarios. Esta tendencia se ve agravada por otros factores de riesgo, incluida la pobreza. La falta de vivienda y la inseguridad en la vivienda pueden afectar directamente a la salud y a la recuperación después de haber sufrido enfermedades. En estos casos puede producirse un uso prolongado de los servicios sanitarios para padecimientos que, en condiciones normales, solo necesitarían un uso puntual.
Por esta razón, tomados 2 grupos de pacientes demográficamente equivalentes (edad, ingresos, habitantes de ciudades, etc.), pero de alfabetismo sanitario significativamente distinto, el gasto sanitario será generalmente mayor en el grupo de menor alfabetismo sanitario, que además, y pese al mayor gasto, tendrá peor salud. Si este mayor gasto se carga sobre los pacientes y sus familias, puede empeorar adicionalmente su salud. Si se carga sobre el sistema sanitario o sobre instituciones benéficas, esto repercute en la financiación de la sanidad.
Una revisión de estudios sobre alfabetismo sanitario y los costes asociados concluyó que los bajos niveles de alfabetismo sanitario son responsables de entre el 3 y el 5 % del coste de la atención médica en EE. UU., aproximadamente de 143 a 7 798 dólares estadounidenses ($) por persona. Por ejemplo, los estudios han demostrado que la peor salud de las personas sin hogar y su bajo alfabetismo sanitario resulta en un mayor uso de los servicios de emergencia. Un estudio realizado en San Francisco mostró que «el 72 % del costo total de los servicios de emergencia puede atribuirse al 13 % superior de usuarios sin hogar».

### Identificación de riesgos
Determinar que un paciente tiene un alfabetismo sanitario bajo es esencial para que el personal sanitario ajuste su intervención de una manera que el paciente entienda. Cuando los pacientes con poco alfabetismo sanitario reciben atención que se adapta a sus menores conocimientos, los resultados demuestran que los comportamientos que influyen en la salud mejoran drásticamente. 
Esto se ha visto con: el uso y la dosificación correctos de los medicamentos, la participación en programas de cribado, así como el aumento del ejercicio y el abandono del tabaco. Se ha demostrado que las ayudas visuales eficaces ayudan a complementar la información comunicada por el médico en el consultorio. En particular, los folletos y videos fáciles han demostrado ser muy eficaces.
Los profesionales sanitarios pueden utilizar muchos métodos para mejorar el alfabetismo sanitario de sus pacientes. Por ejemplo, durante las evaluaciones de 3 minutos comúnmente utilizadas en las consultas médicas.
La Asociación Médica Estadounidense demostró que hacer preguntas sencillas del tipo «¿Cómo de seguro está usted al rellenar los formularios médicos?», es una forma muy eficaz y directa de comprender, desde el punto de vista de un paciente, cómo se siente al interactuar con su médico y comprender su estado de salud.

#### Sinhogarismo
Las personas sin hogar constituyen una población variopinta, muy móvil y, a menudo, de escasa visibilidad. Por lo tanto, la dificultad de realizar investigaciones sobre este grupo ha resultado en poca información sobre la falta de vivienda como condición que aumenta el riesgo de bajo alfabetismo sanitario. No obstante, los estudios que existen indican que las personas sin hogar padecen peor alfabetismo sanitario y peor salud, tanto física como mental, debido al deterioro físico que sufren cuando no pueden satisfacer sus necesidades humanas fundamentales y, en el caso de que durante un período sí puedan satisfacerlas, al estrés de no saber durante cuánto. Se ha descubierto que la combinación de mala salud y falta de vivienda aumenta el riesgo de un mayor deterioro de la salud y una mayor inseguridad en la vivienda, todo lo cual se ve muy afectado, y en muchos casos perpetuado, por el bajo alfabetismo sanitario.

### Intervención
El personal sanitario, para ser entendido por los pacientes de insuficiente alfabetismo sanitario, debe proporcionar información clara y concisa. Debe evitar jerga médica, emplear ilustraciones de conceptos importantes y confirmar que el paciente ha entendido la información pidiéndole que la explique con otras palabras. Un programa llamado "Pregúntame 3 veces" (Ask Me 3) está diseñado para llamar la atención del público y de los médicos sobre este tema, al informar a los pacientes que deben hacer 3 preguntas cada vez que hablen con un médico, una enfermera o un farmacéutico:
- ¿Cuál es mi problema principal?
- ¿Qué debo hacer?
- ¿Por qué es importante que lo haga?

También se han realizado esfuerzos a gran escala para mejorar el alfabetismo sanitario. Por ejemplo, un programa de información pública del Departamento de Salud y Servicios Humanos de EE. UU. alienta a los pacientes a mejorar la calidad de la atención médica y evitar errores al hacer preguntas sobre su salud y su tratamiento. Además, el proyecto IROHLA (Investigación de intervención sobre alfabetismo sanitario de la población envejecida), financiado por la Unión Europea (UE), busca desarrollar pautas basadas en evidencia para políticas y prácticas que mejoren el alfabetismo sanitario de esta población en los Estados miembros de la UE. El proyecto ha desarrollado un marco e identificado y validado intervenciones que, en conjunto, constituyen un enfoque integral para abordar las necesidades de alfabetismo sanitario de los mayores.

### Prevalencia de diabetes relacionada con analfabetismo sanitario en poblaciones vietnamito-estadounidenses
La diabetes es un problema de salud que crece rápidamente entre los inmigrantes y afecta aproximadamente al 10 % de los estadounidenses de origen asiático. Es la quinta causa principal de muerte en los asiático-americanos entre las edades de 45 y 64 años. Además, la diabetes tipo 2 es la forma más común de la enfermedad. Quienes son diagnosticados con diabetes tipo 2 tienen altos niveles de glucosa en la sangre porque el cuerpo no responde a la insulina. Es una enfermedad crónica sin cura conocida. En EE. UU. supone un coste a los sistemas de atención médica que ronda los 100 millardos de $ anuales.
La diabetes afecta de manera desproporcionada a las poblaciones desatendidas y étnicamente diversas, como la vietnamito-estadounidenses. La relación entre la enfermedad y el alfabetismo sanitario se debe en parte a la capacidad de la persona para leer en inglés, evaluar los niveles de glucosa en sangre y comunicarse con los profesionales médicos. Otros estudios también sugieren que influyen la falta de conocimiento sobre los síntomas y las complicaciones de la diabetes.
De acuerdo con un estudio observacional transversal realizado, muchos pacientes diabéticos vietnamito-estadounidenses muestran signos de deficiencia de medición diaria de la glucosa en sangre y adherencia (medicina) al tratamiento que mantiene bajo este nivel para que no dañe los órganos. Esto se debe a un conocimiento y una experiencia de autocontrol inadecuados.
Se necesita investigación sobre alfabetismo sanitario en diabetes para comprender completamente la carga de la enfermedad en las comunidades vietnamito-estadounidenses, con respecto al idioma, la cultura y la condición de inmigrantes. Las minorías étnicas y los inmigrantes tienen menos conocimiento sobre comportamientos saludables, enfrentan obstáculos considerables para acceder a los servicios de salud y experimentan una comunicación deficiente con los profesionales médicos.
Según una revisión reciente, los estudios han demostrado la relación entre el alfabetismo sanitario y el conocimiento del manejo de la diabetes, pero su impacto en los pacientes no se ha descrito suficientemente.

#### Instrucción en salud dental en maestros de escuela de Mangalore, India
El problema de un alfabetismo sanitario bucodental (OHL por sus siglas en inglés) bajo a menudo se descuida, lo que puede conducir una salud bucodental deficiente y a una utilización insuficiente de los servicios de atención bucodental. Se llevó a cabo una encuesta transversal entre los maestros de escuela de Mangalore, India. Los detalles sobre la demografía, el historial médico y dental, las prácticas y hábitos de higiene oral, el historial de dieta y el deterioro dental se obtuvieron mediante entrevistas personales. Se utilizó la Estimación rápida de alfabetización de adultos en odontología-99 (REALD-99 por sus siglas en inglés) para evaluar su OHL. Se midió una OHL alta, con puntuaciones en el REALD-99 que oscilaron entre 45 y 95, y una puntuación media de 75,83 ± 9,94. Este estudio halló una diferencia estadísticamente significativa entre la OHL y la educación, la frecuencia de cepillado y el número de empastes. Aunque este estudio indicó altos niveles de OHL, la prevalencia de caries también resultó relativamente alta, y muy pocos tenían un periodonto saludable.

## Alfabetismo e-sanitario
El alfabetismo e-sanitario es la capacidad de un individuo para recabar información sanitaria de fuentes electrónicas, comprenderla, evaluarla y luego utilizarla para un problema de salud particular. Se ha convertido en un tema importante de investigación debido al creciente uso de Internet para la búsqueda y distribución de información sanitaria. Stellefson (2011) afirma que «8 de cada 10 usuarios de Internet dicen que han buscado información sanitaria en línea al menos una vez, lo que la convierte en la tercera actividad web más popular después de revisar el correo electrónico y usar buscadores». Aunque en los últimos años las personas pueden haber accedido a copiosa información sanitaria a través de Internet, el acceso por sí solo no garantiza que se utilicen las habilidades y técnicas de búsqueda adecuadas para encontrar los recursos más relevantes. Como la línea entre una fuente médica acreditada y una opinión de aficionado a menudo puede ser borrosa, es importante la capacidad de distinguirlas.
El alfabetismo e-sanitario requiere varias habilidades. El denominado modelo Lily especifica 6. 
- Alfabetismo tradicional
- Educación mediática
- Alfabetización informacional
- Alfabetismo informático
- Alfabetismo científico
- Alfabetismo sanitario

Se organizan en 2 tipos: analíticas (las tres primeras) y específicas del contexto. Las analíticas son las que se pueden aplicar a una amplia gama de fuentes, independientemente de su contenido, mientras que las específicas solo se pueden aplicar en determinadas situaciones. 
Según Norman (2006), estas 6 habilidades son «necesarias para implicarse plenamente con los recursos de salud electrónicos». A medida que la World Wide Web y las innovaciones tecnológicas se están convirtiendo cada vez más en parte del entorno de la atención médica, es importante que las tecnologías de la información y la comunicación se utilicen adecuadamente para promover la salud y brindar atención médica eficaz. 
Además, Hayat Brainin & Neter (2017) argumentan que los medios digitales fomentan la creación de vínculos interpersonales que pueden complementar el alfabetismo e-sanitario. De acuerdo con estos autores, las personas con poco alfabetismo e-sanitario que pudieron obtener ayuda cuando realizaban actividades en línea demostraron mejores resultados de salud en comparación con personas similares que no encontraron ayuda. También relacionado con la proliferación de medios digitales está el hecho de que muchas personas ahora pueden crear su propio contenido (contenido generado por el usuario; por ejemplo, en la página de un blog sobre una enfermedad, un usuario que la padece comenta su experiencia). Esto significa que el límite entre la “información” y el contenido de los “medios”, tal como lo propuso Norman en 2006, ahora es cada vez más borroso, lo que genera desafíos adicionales para los profesionales de la salud (Holmberg, 2016).
También se ha sugerido que el cambio hacia la atención centrada en el paciente y el mayor uso de la tecnología para el autocuidado y la autogestión requiere un mayor alfabetismo sanitario del paciente. Esto se ha observado en varios estudios de investigación, por ejemplo entre pacientes adolescentes con obesidad.

## Mejora

### Incorporar información a través del nivel universitario
El Departamento de Salud y Servicios Humanos de los Estados Unidos creó un plan de acción nacional para mejorar el alfabetismo sanitario. Uno de los objetivos de este plan es incorporar información científica y sanitaria en el cuidado y la educación de los niños hasta el nivel universitario. El objetivo es educar a las personas en una etapa temprana; de esa manera los individuos se educan con alfabetismo sanitario y tendrán una mejor calidad de vida. Cuanto antes se empiece a alfabetizar sanitariamente a un individuo, mejor para él y para la comunidad.
Programas como Ventaja (Head Start) o Mujeres, bebés y niños (WIC por sus siglas en inglés) han tenido un impacto positivo en EE. UU., especialmente en la población de bajos ingresos. Ventaja ofrece a los niños de bajos ingresos y a sus familias educación para la primera infancia, nutrición y chequeos médicos. La alfabetización sanitaria está integrada en el programa, tanto para los niños como para los padres, a través de la formación que se brinda a las personas. WIC sirve a mujeres embarazadas de bajos ingresos y nuevas madres brindándoles alimentos, referencias de atención médica y formación nutricional. Programas como estos mejoran el alfabetismo sanitario de progenitores y prole, propiciando así una comunidad más informada sanitariamente.
Aunque programas como Ventaja y WIC han estado trabajando con la alfabetización sanitaria de una población específica, se puede hacer mucho más con la educación de niños y jóvenes. Ahora cada vez más adolescentes se involucran con el cuidado de su salud. Es fundamental educarlos para que puedan tomar decisiones informadas.
Muchas escuelas estadounidenses incorporan la educación para la salud en su plan de estudios. Esta materia incrementa significativamente el alfabetismo sanitario de niños y adolescentes. Las habilidades de cómo leer las etiquetas de los alimentos, el significado de los términos médicos comunes, la estructura del cuerpo humano y la educación sobre las enfermedades más prevalentes deben enseñarse tanto en las escuelas públicas como en las privadas. De esta manera, las nuevas generaciones crecerán con más conocimientos sanitarios y deberían tomar mejores decisiones sobre su salud.

### Marco y puntos de intervención potenciales
La Biblioteca Nacional de Medicina define el alfabetismo sanitario como:

«El grado en que los individuos tienen la capacidad de obtener, procesar y comprender información y servicios básicos de salud para tomar decisiones sanitarias apropiadas»

Según esta definición clínica, la alfabetización sanitaria brinda a las personas las habilidades que necesitan para comprender y comunicar información sanitaria eficazmente. Se ha elaborado el documento Marco de alfabetismo sanitario para resaltar los resultados, los costes y las condiciones físicas, como las contribuciones visuales y auditivas. 
En una reflexión de este Marco de alfabetismo sanitario se recogen los potenciales puntos de intervención. 
- la cultura y la sociedad
- el sistema sanitario
- el sistema educativo

Las influencias culturales y sociales son un punto de intervención importante para incrementar el alfabetismo sanitario. Dado que las interacciones con los sistemas sanitarios a menudo ocurren primero a nivel familiar, las creencias y los valores profundamente arraigados pueden influir significativamente en la experiencia. Entre estas influencias culturales y sociales pueden citarse la lengua materna, el nivel socioeconómico, el género, la raza y el origen étnico, así como la exposición a los medios de comunicación.
El sistema sanitario es otro punto de intervención importante para conseguir un mayor alfabetismo sanitario. Se compone de hospitales, clínicas, consultorios médicos, atención médica domiciliaria, empresas de cuidado a domicilio y aseguradoras.
El tercer punto de intervención es el sistema educativo, que en los Estados Unidos consta de los currículos K-12 . Además de este entorno educativo estándar dirigido a niños y jóvenes, se puede alfabetizar (sanitariamente y en otros ámbitos) a los adultos a través de la educación de adultos.

### Desarrollo de un programa de alfabetización sanitaria
Un programa eficaz de alfabetización sanitaria tendrá muchas metas que operarán conjuntamente para mejorar el alfabetismo sanitario. Mucha gente asume que estos objetivos deberían ser comunicar información sanitaria a la gente. Sin embargo, para tener éxito, los objetivos no solo deben ser comunicarse con las personas, sino también tener en cuenta los factores sociales y ambientales que influyen en las elecciones de estilo de vida. Un buen ejemplo de esto es el movimiento para dejar de fumar. Cuando se pone en marcha un programa de alfabetización sanitaria donde solo se informa sobre los efectos negativos del tabaquismo, se fracasa. Sin embargo, si se adopta un programa más amplio, que incluya estrategias para dejar de fumar, aumente los precios del tabaco, reduzca el acceso al tabaco por parte de los menores y refleje la inaceptabilidad social del tabaquismo, será mucho más eficaz.
El Departamento de Salud y Servicios Humanos de EE. UU. sugiere un plan de acción nacional para poner en práctica un Programa integral de alfabetización sanitaria. Este programa incluye 7 objetivos:
1. Desarrollar y difundir información sobre salud y seguridad que sea precisa, accesible y utilizable.
2. Promover cambios en el sistema sanitario que mejoren el acceso, la información sanitaria, la comunicación y la toma de decisiones informadas.
3. Incorporar información científica y sanitaria, precisa, basada en estándares y apropiada para la edad de las personas receptoras, a todos los currículos educativos, desde la educación infantil hasta la universidad.
4. Apoyar y ampliar los esfuerzos locales en educación de adultos, enseñanza del idioma y servicios de información sanitaria cultural y lingüísticamente apropiados para cada comunidad.
5. Fomentar alianzas, desarrollar orientación y cambiar políticas.
6. Aumentar la investigación básica y el desarrollo, aplicación y evaluación de prácticas que mejoren el alfabetismo sanitario.
7. Aumentar la difusión y aplicación de intervenciones para la mejora del alfabetismo sanitario basadas en la evidencia.

Estos objetivos deben tenerse en cuenta cuando se pone en práctica un programa de alfabetización sanitaria que, a su vez, debería proponerse conseguir resultados como los siguientesː
Objetivos relacionados con la salud
- Promover y proteger la salud y prevenir enfermedades
- Comprender, interpretar y analizar la información sanitaria
- Aplicar la información sanitaria a diferentes situaciones de la vida diaria
- Navegar por el sistema sanitario
- Participar activamente en encuentros con personal sanitario
- Comprender los formularios de consentimiento informado y ser capaz de contestar a ellos conscientemente
- Comprender y defender los derechos

En la creación de un programa de alfabetización sanitaria, también es importante asegurarse de que todas las partes se encuentren en sintonía. Con este fin, el programa puede optar por incluir la capacitación de gestores de casos, activistas sanitarios e incluso médicos y enfermeras. Debido a la habitual sobrestimación del alfabetismo sanitario de los pacientes, la formación en aspectos de la alfabetización sanitaria y en la identificación de pacientes con escaso alfabetismo sanitario pueden hacer que los mensajes sanitarios lleguen mejor. El modelo de creencias sobre la salud se ha utilizado en la formación de profesionales sanitarios para compartir el conocimiento que se ha demostrado que muy probablemente cambie las percepciones y los comportamientos de sus pacientes. El uso de este modelo puede proporcionar la base para aumentar el alfabetismo sanitario del paciente. 
La capacitación de los trabajadores de la salud puede verse como una "intervención alternativa", pero sigue siendo una opción viable para paliar las consecuencias negativas de un escaso alfabetismo sanitario. Los programas eficaces de alfabetización sanitaria se elaboran teniendo en cuenta las diferencias culturales, y el personal sanitario, si actúa teniendo en cuenta estas diferencias, puede ayudar a los pacientes de bajo alfabetismo sanitario.
Se pueden adoptar múltiples planteamientos para mejorar el alfabetismo sanitario. Las revisiones sistemáticas de las intervenciones revelan que la que funciona para un paciente puede no tener efecto en otro. De hecho, se encontró que algunas intervenciones empeoraron el alfabetismo sanitario de los individuos sometidos a ellas. No obstante, los estudios han destacado enfoques generales que sí ayudan a las personas a comprender los mensajes sanitarios. Una revisión de 26 estudios concluyó que 2 tipos de actuaciones sí aumentan el alfabetismo sanitario de los pacientesː 
- «intervenciones intensivas de estrategias centradas en el autocuidado»
- «intervenciones con base teórica, de las que se han hecho pruebas piloto, centradas en el desarrollo de habilidades y llevadas a cabo por profesionales sanitarios»[85]

Otro estudio reveló que los programas centrados en más de un comportamiento no son menos exitosos que los dedicados a un único comportamiento.
Cuando se elaboran programas de alfabetización sanitaria para personas vulnerables son fundamentales la dignidad y el respeto. En los enfocados a personas sin hogar, se ha hallado que «los programas de intervención exitosos brindan proactivamente servicios sociales y de salud integrales en los sitios donde se congregan las personas sin hogar y permiten que ellas establezcan los límites y el ritmo de participación». Se recomienda un modelo de justicia social para las personas sin hogar que se base en el apoyo compartido de la comunidad y en el fomento de su alfabetismo sanitario por parte de quienes brindan servicios a este grupo desatendido, así como los profesionales que planean y llevan a cabo intervenciones de alfabetización sanitaria.

### Papel de las bibliotecas en la alfabetización sanitaria
Desde comienzos del siglo XXI, y por influencia de la Asociación de Bibliotecas Médicas, se reconoce cada vez más que las bibliotecas pueden desempeñar un papel en la alfabetización sanitaria. Las iniciativas de las bibliotecas han incluido la ejecución de programas educativos, el fomento de asociaciones con organizaciones sanitarias, y los esfuerzos de divulgación. La Organización Panamericana de la Salud contribuyó en gran medida a través de su red de bibliotecas. Varias asociaciones de bibliotecas médicas se han esforzado en introducir programas de alfabetización sanitaria en sus asociadas al definir el concepto con el objeto de incluir el papel de los bibliotecarios como un conjunto de habilidades necesarias paraː
- reconocer una necesidad de información de salud
- identificar posibles fuentes de información y usarlas para recuperar información relevante
- evaluar la calidad de la información y su aplicabilidad a una situación de salud específica[90]

### Enfoques alternativos
Un estudio publicado en la Revista norteamericana de obstetricia y ginecología en 2018 sugirió una forma alternativa de alfabetización sanitaria. Consiste en el uso de música o cantos "culturalmente relacionados o aceptados" entre poblaciones con bajo nivel de alfabetización. En el ejemplo de este estudio, se demostró que la música aumenta los conocimientos de salud materna y, más específicamente, la atención prenatal.